# Mortes no MMA
Este artigo traz uma lista de mortes em decorrência do MMA.
Em 2014, o American Journal of Sports Medicine publicou uma pesquisa que mostrou que 31,9% das lutas do UFC entre os eventos de números 66 e 146 terminaram com pelo menos um dos lutadores sofrendo uma lesão traumática cerebral. Este índice é duas vezes maior do que o do futebol americano, três vezes maior do que no boxe e oito vezes maior do que no kickboxing e no hockey sobre o gelo.
Porém, embora estes números sugiram que o MMA seja um esporte brutal, ocasionalmente, pelos meios de comunicação, nunca tinha havido uma morte ou lesão incapacitante durante um evento sancionado na América do Norte até a morte de Sam Vasquez em 30 de novembro de 2007.
Há registros também de vítimas que morreram em eventos paralelos às lutas, como a pesagem oficial, devido ao tratamento para perda de peso. Este assunto é tão sério que a franquia ONE FC, após a morte de Yang Jian Bing, mudou as regras de pesagem para os atletas que lutam pela organização. A intenção é acabar com os processos de corte de peso por meio da desidratação.

## Mortes durante a luta

### Lutas Amadoras
| Data          | Lutador que Morreu     | Adversário           | Evento/Local                                               | Causa Mortis                                | Ref.          |
| ------------- | ---------------------- | -------------------- | ---------------------------------------------------------- | ------------------------------------------- | ------------- |
| 15/04/1981    | Alfredo Castro Herrera | Angel Luis Rodriguez | Tijuana, mexico                                            |                                             | [ 4 ]         |
| 1998          | Douglas Dedge          |                      | World Super Challenge, Kiev, Ucrania                       | Severos danos cerebrais                     | [ 5 ] [ 6 ]   |
| 2005          | Lee                    |                      | Evento amador realizado num bar, Samsong-dong, Coreia      | Infarto agudo do miocárdio                  | [ 4 ]         |
| Abril de 2012 | Mike Mittelmeier       |                      | Bolívia                                                    |                                             | [ 7 ] [ 8 ]   |
| 18/05/2012    | Dustin Jenson          | Hayden Hensrud       | Ring Wars 74                                               |                                             | [ 9 ] [ 10 ]  |
| 19/11/2012    | Ícaro Eduardo Custódio | Tiago Sabóia         | Evento beneficente                                         | mal subito durante a comemoração da vitória | [ 11 ]        |
| 2013          | Felix Pablo Elochukwu  |                      | AFC Unleash the Beast                                      |                                             | [ 12 ]        |
| Março de 2015 | Ramin Zeynalov         |                      |                                                            | hemorragia cerebral                         | [ 13 ]        |
| Abril de 2015 | Jameston Lee-Yaw       |                      | Brawl at the Mall, SouthShore Mall in Aberdeen, Washington | Insuficiência renal                         | [ 14 ] [ 15 ] |

### Lutas profissionais
| Data                   | Lutador que Morreu    | Adversário    | Evento                       | Causa Mortis                                          | Ref.          |
| ---------------------- | --------------------- | ------------- | ---------------------------- | ----------------------------------------------------- | ------------- |
| 30 de novembro de 2007 | Sam Vasquez           | Vince Libardi | Renegades Extreme Fighting   | hemorragia subdural                                   | [ 16 ]        |
| 2010                   | Michael Kirkham       |               | Dash Entertainment/King MMA  | hemorragia cerebral                                   | [ 16 ]        |
| 2012                   | Tyrone Mims           | Blake Poore   | Conflict MMA Fight Night     | A autópsia não foi capaz de detectar a causa da morte | [ 17 ] [ 18 ] |
| 2014                   | Booto Guylain         | Keron Davies  | EFC Africa 27                | complicações do inchaço no cérebro                    | [ 18 ] [ 19 ] |
| 11 de abril de 2016    | João Rafeiro Carvalho | Charlie Ward  | TEF - Total Extreme Fighting |                                                       | [ 20 ]        |

### Mortes por eventos anteriores à luta
A muitas vezes brutal perda de peso antes da luta também já fez vítimas no MMA. Também há relatos de mortes em decorrência dos pesados treinamentos. Os casos documentados são:
- 2010 - o argentino Franco Lescano, de 30 anos, faleceu em decorrência de múltiplas fraturas, sofridas durante um treino. Ele saiu tetraplégico da academia e morreu 21 dias depois.[21]

- 2013 - o carioca Leandro Feijão, 28 anos, sofreu um acidente vascular cerebral fatal enquanto fazia o processo de desidratação para competir no Shooto 43.[22]

- 2015 - o chinês Yang Jian Bing, 21 anos, sofreu falência cardiopulmonar no corte de peso.[22]

## Quase Mortes
- 2011 - Em 17 de Dezembro, O americano Jeffrey Dunbar, participava de um evento de amador de MMA. Durante o combate, ele fez um movimento brusco para tentar sair de uma posição e forçou o pescoço contra a grade do octógono, o que acabou deixando-o paralisado. Exames mostraram que ele deslocou duas vértebras - uma para a frente, uma para trás - e esmagou sua medula espinhal.[23]

- 2014 - em abril de 2014, o americano Steve Watts sofreu uma grave lesão no pescoço em uma luta contra Michael Hebenstriet em um evento amador. Ao ser levado ao hospital, constatou-se que Watts havia ficado paraplégico.[24]

- 2015 - Após perder a luta para Kimbo Slice no Bellator 149, Dada 5000 sofreu uma parada cardíaca. Mas se recuperou no hospital.[25]